# Zelandobius alatus
Zelandobius alatus är en bäcksländeart som beskrevs av Mclellan 1993. Zelandobius alatus ingår i släktet Zelandobius och familjen Gripopterygidae. Inga underarter finns listade i Catalogue of Life.